# 长崎事件

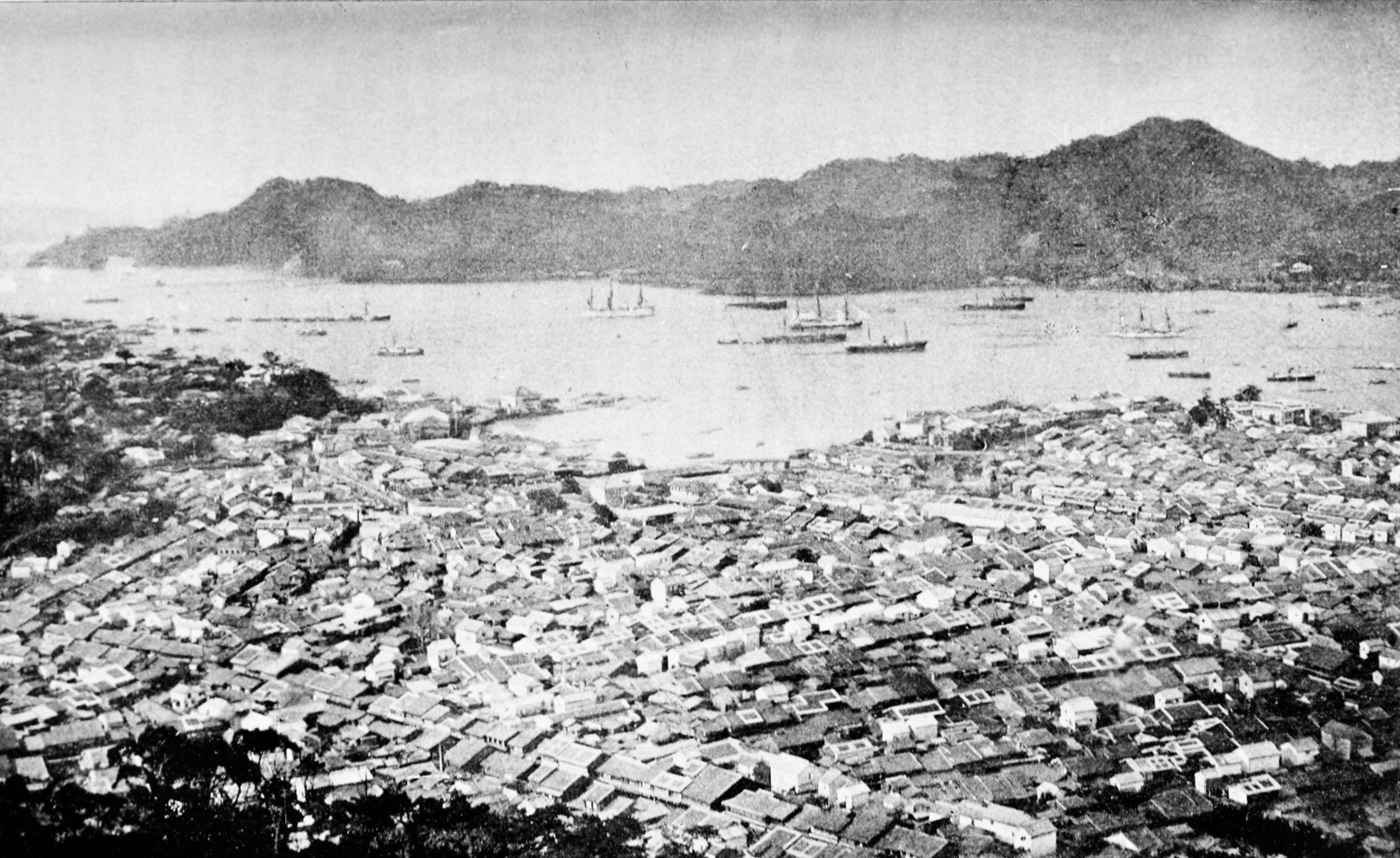
1893年時的長崎港

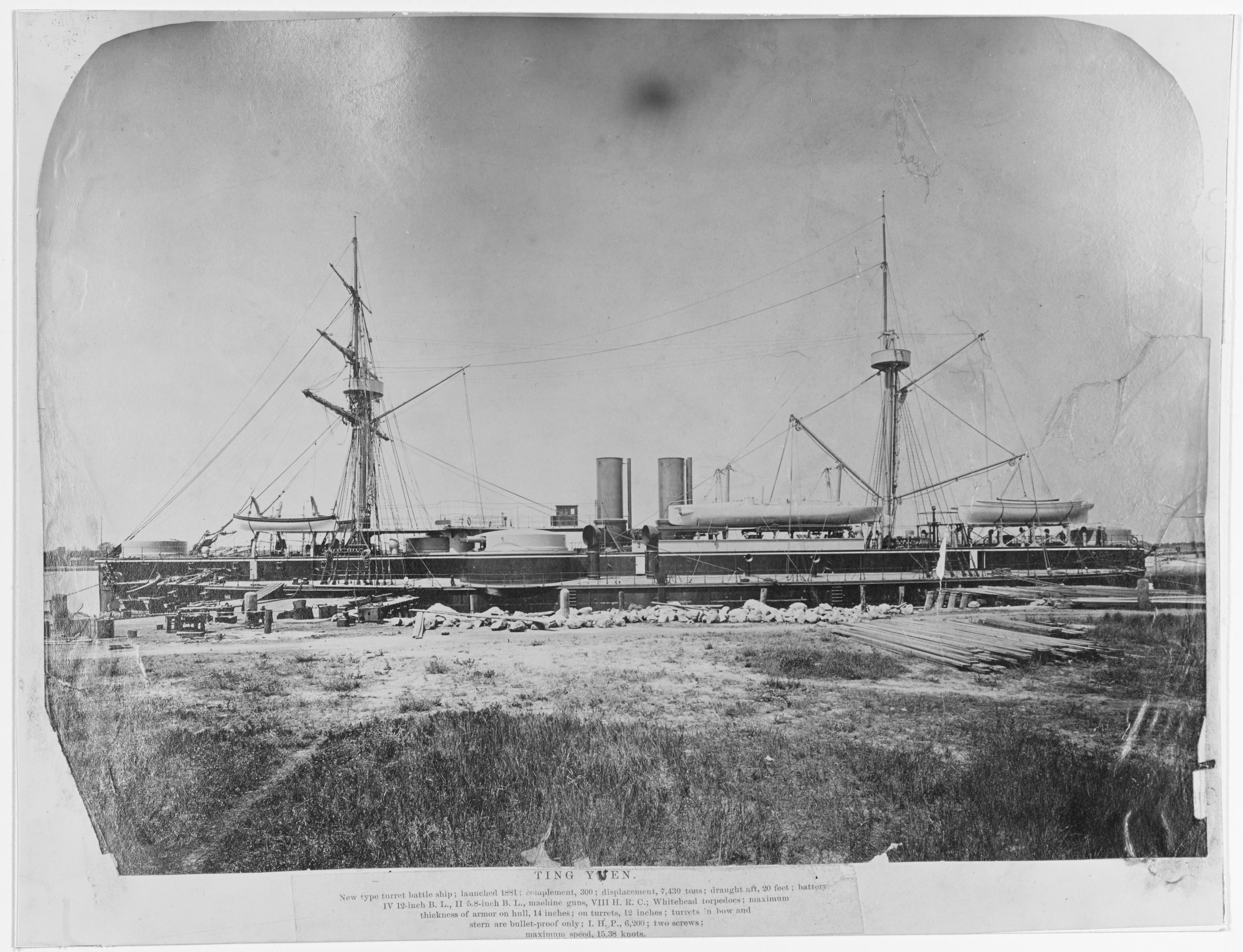
定遠艦

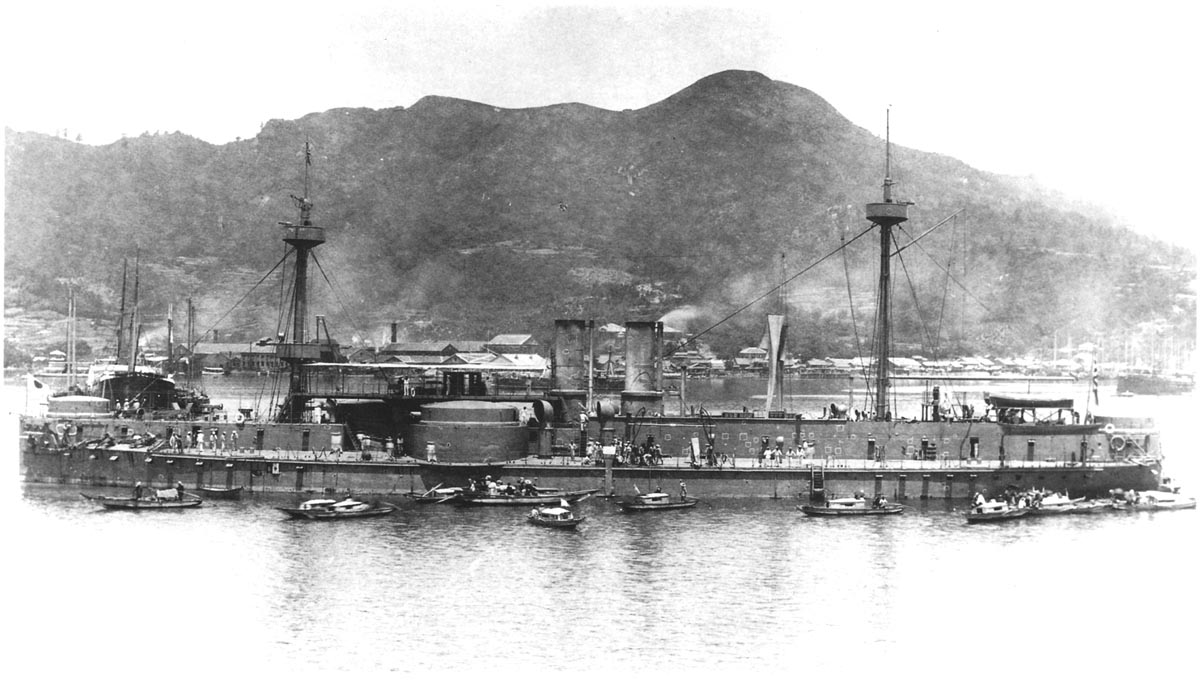
鎮遠艦

长崎事件（亦称镇远骚动），日方又称長崎清國水兵事件，是1886年（清光绪十二年）清朝北洋水师造访日本長崎市的期间，因清軍違法亂紀而引發的一宗暴動事件。事件最终以双方的妥协而不是清廷的单方面退让收场，所以有人认为这是清廷在鸦片战争之后的第一次对日外交胜利。然而此事件也種下日本民間反清情緒的種子，被視為甲午戰爭的原因之一。

## 缘起
1886年7月，当时尚未正式成军的北洋艦隊奉李鸿章之命抵达朝鲜元山一带巡弋操演“以振国威”，后又奉命前往俄国海參崴访问。鉴于鐵甲艦在長途航行后，需回港保養维护，而當時清廷的旅順軍港尚未完工，李鸿章遂决定由水师提督丁汝昌率镇远號、定远號、威远號和济远號四舰前往位于日本长崎的三菱造船所进行检修，并展开对日本的「亲善访问」。这也是中国铁甲舰队首次访问日本。

## 经过
1886年8月13日，五百多名北洋海軍违反军纪上岸，其中十多人前往当地一所妓院尋歡作樂，醉酒後鬧事鬥毆。闻妓院报案而趕至的兩名當地警察很快拘捕了滋事水兵並平息事端，經口頭嚴厲警告後释放。被捕之水兵卻不甘受辱，其後煽動三百多名同袍上岸，強行闖入當地派出所襲擊警員。一名警員被水兵當場斩死，另一名警員被刺成重伤、最後不治，遇襲受傷的警員不計其數。事件立即於全國掀起民憤，日本國民蜂起聲討來訪的北洋艦隊。最后长崎县警派大队逮捕全數肇事水兵，平息民怨。
事后，李鸿章对于北洋水兵的違紀行為采取姑息的態度，他说道：“争杀肇自妓楼，约束之疏，万无可辞。”“弁兵登岸为狭邪游生事，亦系恒情。即为统将约束不严，尚非不可当之重咎，自不必过为急饰也。”
8月15日，在兩天前發生暴力衝突的陰影下，李鸿章仍授意全舰队放假一天，并允许四百五十名水兵登岸自由觀光。虽然丁汝昌明令禁止水兵攜军械上岸，然而据日方记载，许多水兵手执棍棒刀器，或是從當地店鋪購買日本刀攜帶。
由于两天前的纠纷所带来的不满，观光很快演变为了械斗。据日方记载，数名清兵伏击并杀死一名警察，引发了械斗。可是，早有防备的警察，将数百名水兵分割包围，街边市民更配合以石塊攻击水兵。事后统计显示，水兵方面有五人死亡（一说為十人死亡）、四十四人受伤、五人失踪。警察被打死二人、十九人受伤，而长崎市民亦有多人受伤。
冲突中，在长崎市同时出现了短暫的敵視清國人的浪潮，许多已入日籍的华人受到牵连。

## 结局
中日长崎事件后，中国出现了一条流传非常广泛的谣言，就是所谓北洋水师英籍顾问琅威理在事发后积极主张对日本开战云云。
这一说法的早期版本见于民国时代池仲祐所著《海军大事记》，文称：“其时琅威理力请即日宣战，丁汝昌阻之，乃议各聘律师，讼其曲直”。现代中国很多有关近代海军史的文学、影视作品，多有相似的表现和引申。然而事实上，在长崎事件发生时，琅威理的形象与此完全相反。
北洋水师赴日本长崎油修时，英国人琅威理是舰队的会统、总查，类似总顾问、总教练的角色。长崎事件中，北洋水师官兵在8月15日得以放假上岸，就是琅威理向统领丁汝昌力请的结果。
然而当事发之后，琅威理的态度显得极为暧昧，尤其是在中日双方开始会审阶段，琅威理作出了大量不利于中方的表述，诸如并不认为日本警察有过错等。在会审间隙，琅威理还有私自与日方接触的行为。这一切都引起了北洋水师统领丁汝昌极大的愤怒。
在此之前，丁汝昌对琅威理非常尊重，言听计从。但长崎事件发生后，琅威理的表现显示了其对中国并无忠诚，使得丁汝昌逐渐对其失望，产生了无法愈合的裂痕。与以往处理外交事件不同的是，清廷表现出了相当强硬的态度。
1886年9月12日，丁汝昌在给津海关道周馥的信中，倾诉了对琅威理的不满，并希望周馥将琅威理的表现上陈李鸿章：“……琅威理当事出之时，亦以倭人随处逐砍我兵，并暗使民艇不渡等事为非。未几，忽一意袒倭。盖英领事住崎年久，朋比倭人，而又恃琅在北洋掌水师大权，此案无论如何办理，中国总允了结，断不能决裂，故长崎县与英领事恒暗与琅谋，迨我参赞、状师至，每议此事，彼竟张言不是不在倭人，其委曲求全，惟恐打仗之情显露于外……种种作梗，笔难禅述”。（《丁汝昌集》（上），山东画报出版社2017年版，第80页）
实际上，当长崎事件发生后，力主准备对日开战的并不是外国洋员，而正是北洋水师统领丁汝昌本人。1886年8月26日，“镇远”舰在长崎修理完毕后，丁汝昌致电威海卫，要求北洋水师做好战争准备：“仰乞威海道于各处照会一切，并饬北洋兵轮做速电知，以应征调之用，会否兴师开战，待接奉回电后一体定夺”。
1887年2月3日晚，由德国驻日公使霍尔雷便居间斡旋，中国驻日公使徐承祖和日本外务次官青木周藏在东京进行谈判，从晚10时至2月4日凌晨3时，就外交解决长崎事件的诸多细节达成一致，拟定协议。4日天明后，青木周藏向首相伊藤博文汇报，徐承祖则电北洋大臣报李鸿章。2月7日，清政府谕旨批准该协议，2月8日井上馨与徐承祖正式签订《了结崎案约章》，长崎事件至此解决。
协议中声明长崎事件的起因是“言语不通，彼此误会”，两国鉴于司法程序复杂、漫长，为了不影响邦交，因而决定采取外交方式解决。有关于事件中的行凶者，双方约定由各自决定是否处理，彼此不相互干涉“此案应否查讯惩办，均由彼此理刑衙门，查照本国律例，自行审讯办理，各不干涉”。有关救恤金，按照中国军官/日本警官遇难者每人抚恤6000元，水兵/警察遇难者抚恤4500元，水兵/警察重伤残废者抚恤2500元的标准，相互给付，总计日本向中国支付52500元抚恤金，中国向日本支付15500元抚恤金。此外，北洋水师受伤官兵在日本医院治疗产生的2400余元费用，由日本政府承担。
按照协议规定的内容，是否查处事件中行凶人员，由两国政府各自自行决定。日本政府经过审讯调查，将一批警察起诉状至长崎上诉法院，经审理，1887年3月30日宣布了4名重罪判决：警察城台友太致中国水兵王兆炎致命伤，判处1年半重禁锢，警察滨岛彦助致中国军官叶烺废疾伤，判处9个月重禁锢，警察水上荣吉致中国水兵王兆炎废疾伤，判处6个月重禁锢；警察庄司幸四郎致中国水兵张林龙病休伤，判处3个月重禁锢。